# Monoprix
Monoprix是一家的大型零售商，其总部位于法国克利希。

## 历史
1932年，法国企业家马克斯·海尔布隆在法国鲁昂市中心的大钟楼街开设了一家单价商店作为老佛爷百货的日用品补充商店，“Monoprix”一名即由此而来。二战后，Monoprix形成独立的品牌，并在法国多地开设铺面。2005年，Monoprix创建了以“Monop'”命名的便民超市。

## 运营
Monoprix的主要经营范围为日常百货商品，其中一些规模较大的卖场通常将日用品和食品放置于不同的楼层或区域，Monop'及规模较小的卖场则混合摆放。

## 特点
截至2023年9月，在法国境内共有超过700家店铺，总雇员数量超过2.2万。
相比于同类型的百货商场，Monoprix及Monop'通常位于人口稠密的城市核心地带，这使得其商品价格相对偏高，其顾客亦多为中产以上阶级人士。

## 争议事件
2018年10月，马赛的一家Monoprix商场因拒绝一名使用导盲犬的顾客而受到争议。